# Diagram obiektów
Diagramy obiektów obrazują obiekty występujące w systemie i ich związki. Są one zazwyczaj wykorzystywane do wyjaśnienia znaczenia diagramów klas. Każdy obiekt może być opisany przy pomocy trzech elementów: tożsamości, stanu i zachowania.
Tożsamość jest cechą wyróżniającą obiekt, przedstawiając go jako indywidualną jednostkę. Określa się ją przy pomocny unikatowej i indywidualnej cechy obiektu, która nigdy nie ulega zmianie.
Stan jest zbiorem wszystkich wartości i właściwości obiektu, które każdy z nich posiada i jest przez nie wyróżniany. Obiekt posiada zawsze zestaw właściwości. Ich wartości przez cały okres istnienia obiektu mogą się zmieniać.
Zachowanie jest zbiorem usług, które mogą być wykonane przez obiekt na rzecz innych obiektów. Ukazuje dynamikę występującą w modelu, dzięki czemu w łatwy sposób możemy przedstawić relację występujące pomiędzy obiektami lub czynności które dopiero mają zostać wykonane.
Dokładny opis obiektu przy pomocy tych trzech elementów pozwala na dokładną identyfikację oraz na przypisywanie mu dużej ilości informacji. Dzięki temu, jesteśmy w stanie rozróżnić obiekty w dużym stopniu podobne do siebie.